# Klwów
Klwów ist ein Dorf sowie Sitz der gleichnamigen Landgemeinde im Powiat Przysuski der Woiwodschaft Masowien, Polen.

## Gemeinde
Zur Landgemeinde Klwów gehören folgende 16 Ortschaften mit einem Schulzenamt:
Borowa Wola
Brzeski
Drążno
Głuszyna
Kadź
Klwów
Kłudno
Ligęzów
Nowy Świat
Podczasza Wola
Przystałowice Duże
Przystałowice Duże-Kolonia
Sady-Kolonia
Sulgostów
Ulów
Kolonia Ulów